# Montserrat op de Gemenebestspelen

Vlag van Montserrat

Montserrat is een eiland dat deelneemt aan de Gemenebestspelen (of Commonwealth Games). Hun eerste deelname was op de Gemenebestspelen 1994. Tot nu toe wonnen ze nog geen enkele medaille.

## Medailles
| Montserrat op de Gemenebestspelen | Montserrat op de Gemenebestspelen | Montserrat op de Gemenebestspelen | Montserrat op de Gemenebestspelen | Montserrat op de Gemenebestspelen | Montserrat op de Gemenebestspelen |
| --------------------------------- | --------------------------------- | --------------------------------- | --------------------------------- | --------------------------------- | --------------------------------- |
| Jaar                              | Goud                              | Zilver                            | Brons                             | Totaal                            | Rang                              |
| 1994                              | -                                 | -                                 | -                                 | -                                 | /                                 |
| 1998                              | -                                 | -                                 | -                                 | -                                 | /                                 |
| 2002                              | -                                 | -                                 | -                                 | -                                 | /                                 |
| 2006                              | -                                 | -                                 | -                                 | -                                 | /                                 |
| 2010                              | -                                 | -                                 | -                                 | -                                 | /                                 |
| 2014                              | -                                 | -                                 | -                                 | -                                 | /                                 |
| 2018                              | -                                 | -                                 | -                                 | -                                 | /                                 |
| 2022                              | -                                 | -                                 | -                                 | -                                 | /                                 |